# Gorniak, Winkler und Schnabel
Kriminaloberkommissarin Karin Gorniak, gespielt von Karin Hanczewski, ist eine fiktive Polizistin in den in Dresden angesiedelten Folgen der Fernsehreihe Tatort. Gemeinsam mit Kriminaloberkommissarin Henni Sieland, dargestellt von Alwara Höfels, bildete sie 2016 das erste Ermittlerinnen-Duo in der Geschichte des Tatorts. 2019 wurde Sieland durch Kriminalkommissarin Leonie Winkler, gespielt von Cornelia Gröschel, abgelöst. Die Rolle des Kommissariatsleiters, Kriminalhauptkommissar Peter Michael Schnabel, wird von Martin Brambach gespielt. Kommissaranwärterin Maria Magdalena Mohr, gespielt von Jella Haase, schied bereits in der ersten Folge des vom MDR verantworteten Dresden-Tatorts aus.

## Figuren

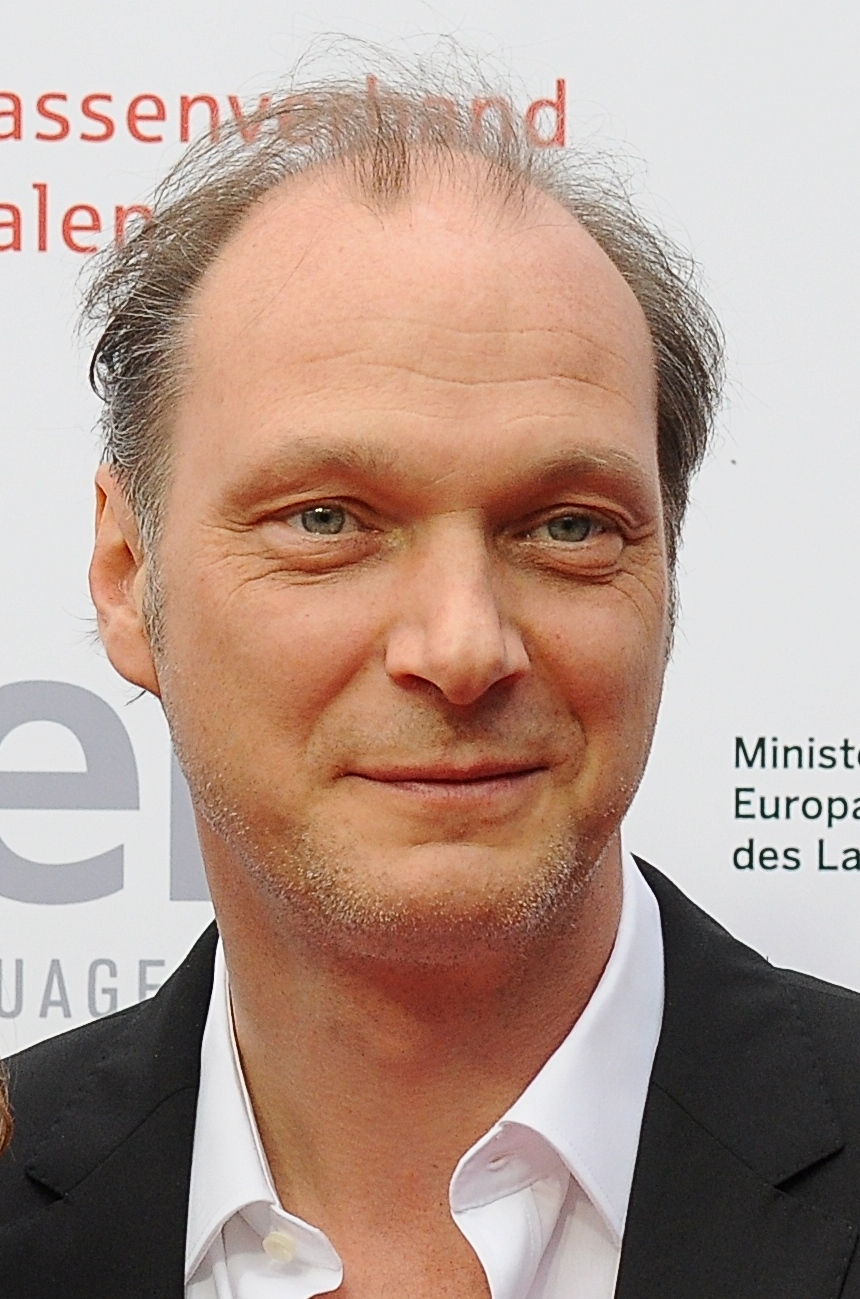
Martin Brambach spielt Peter Michael Schnabel
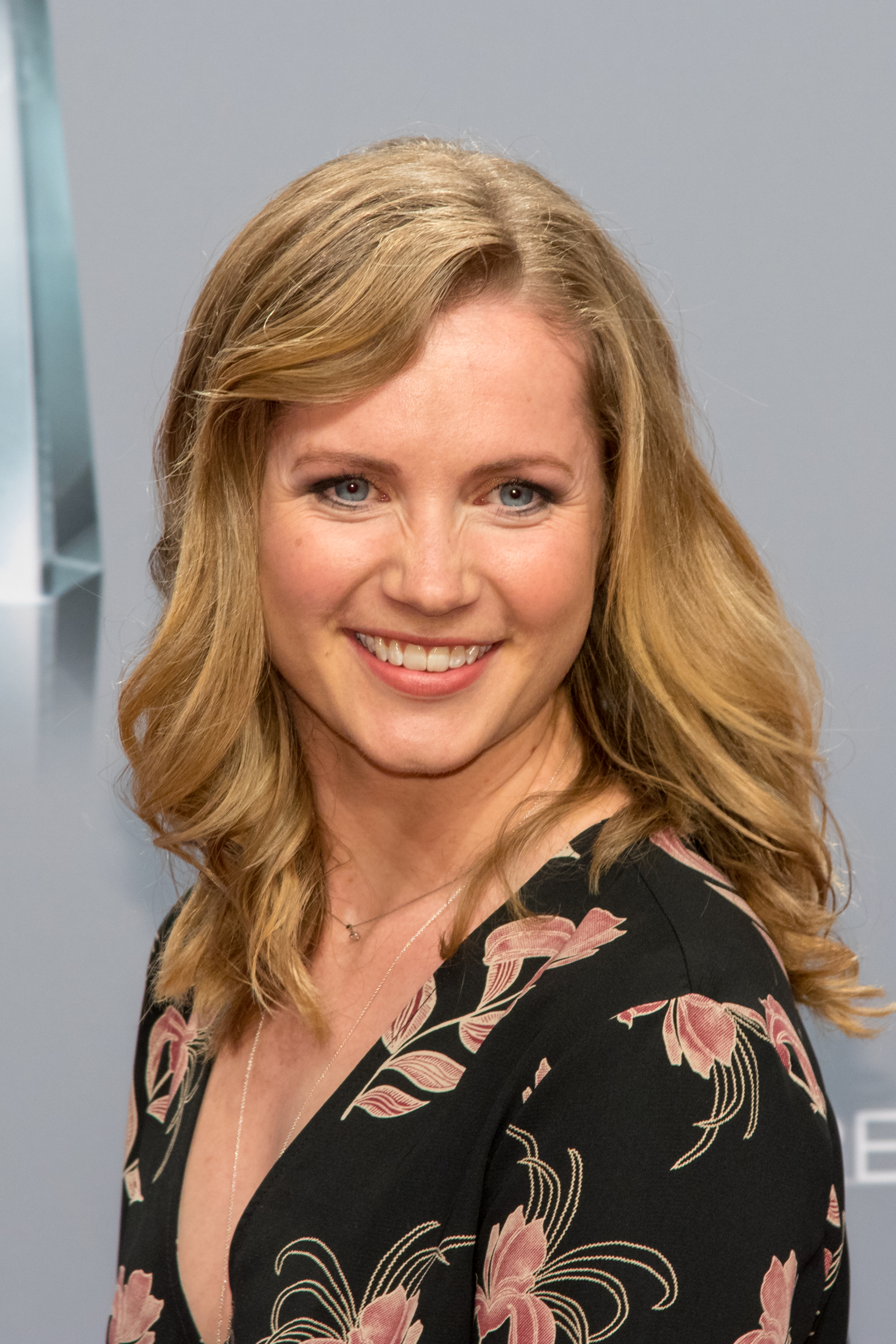
Cornelia Gröschel spielt Leonie Winkler
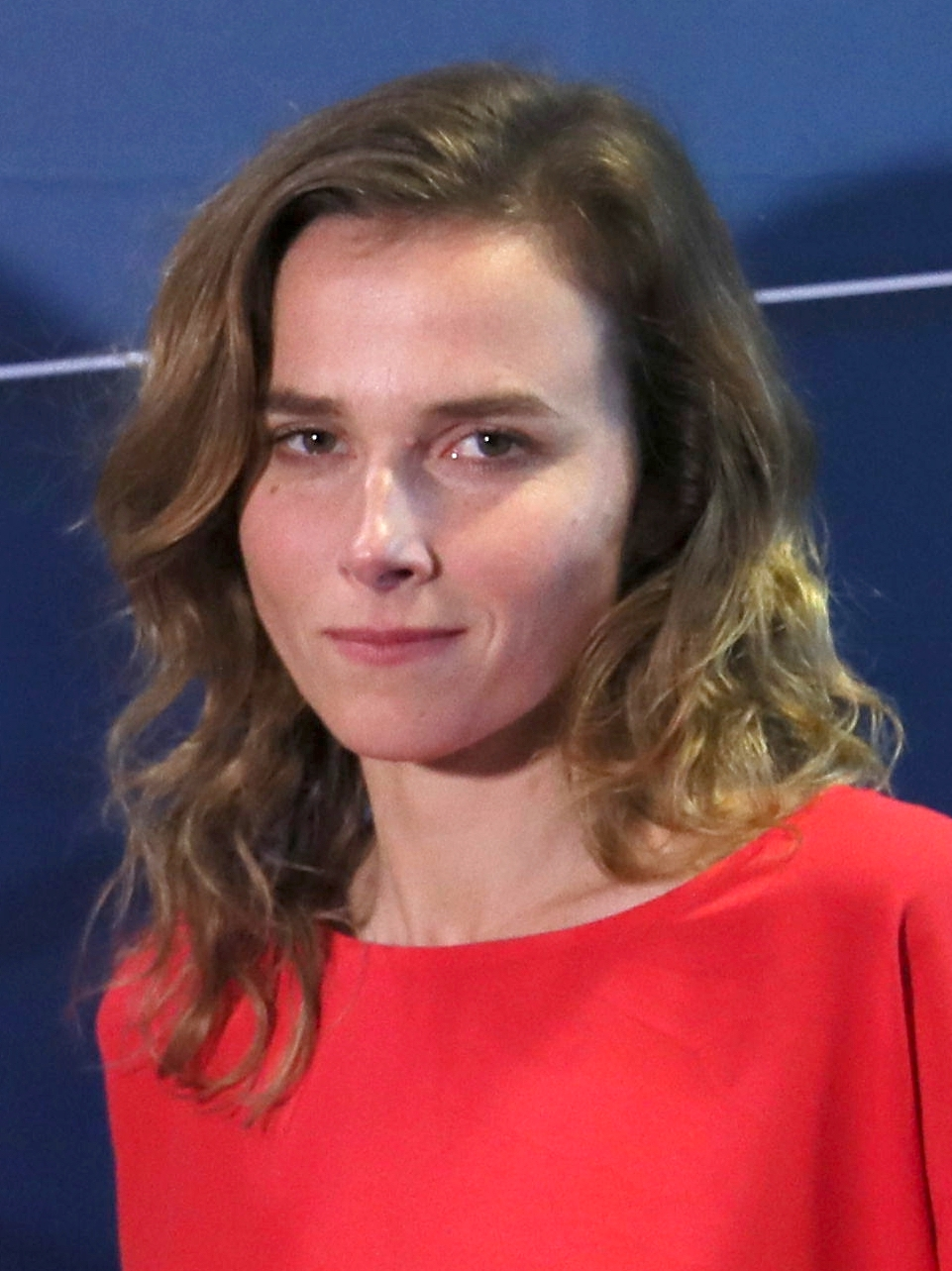
Karin Hanczewski spielte Karin Gorniak
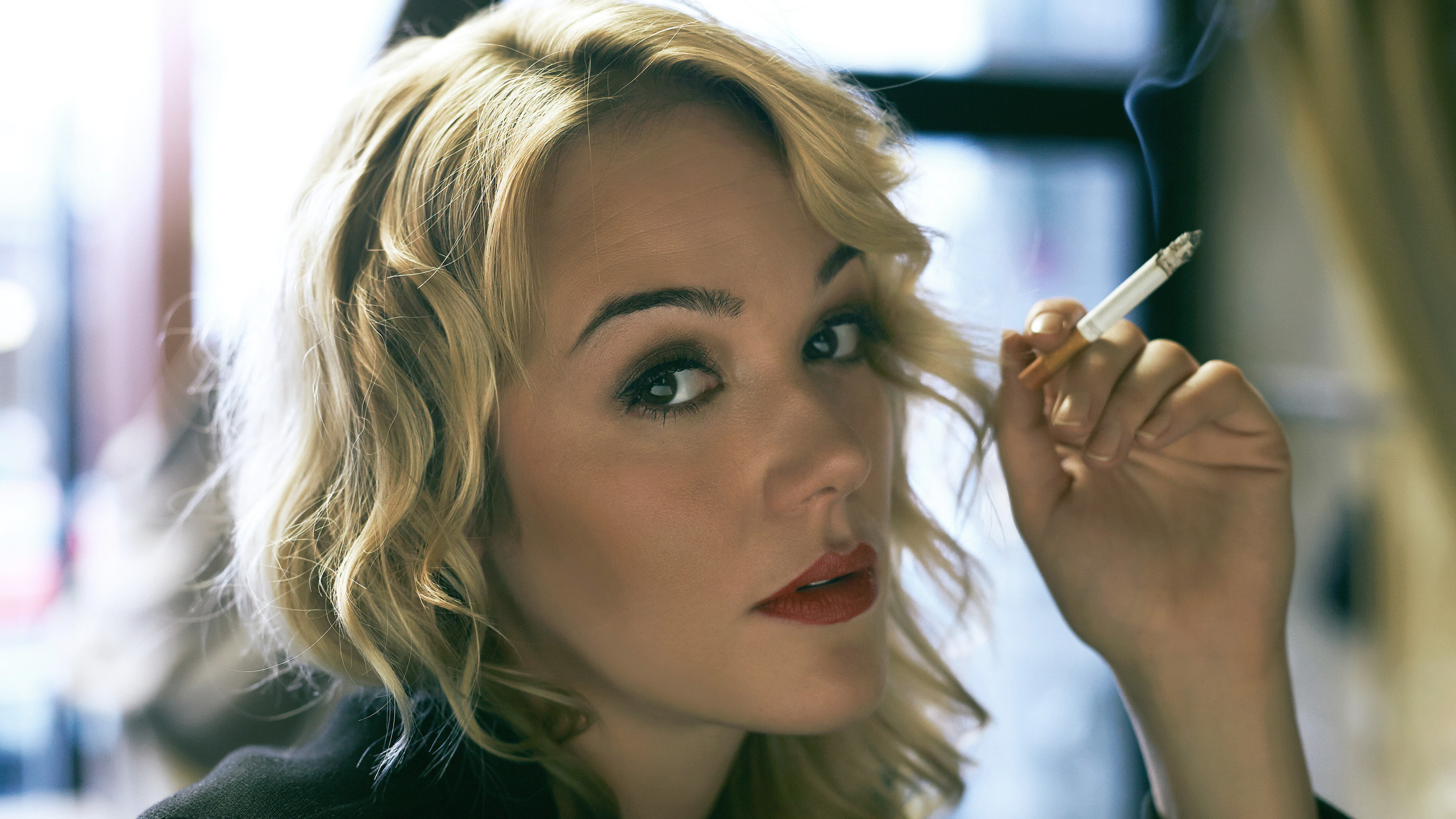
Alwara Höfels spielte Henni Sieland

### Leonie „Leo“ Winkler
Kriminalkommissarin Leonie Winkler hat ihre Polizeiausbildung als Jahrgangsbeste abgeschlossen und tritt ihre erste Stelle als Nachfolgerin von Henni Sieland in der Folge Das Nest an. Sie ist die Tochter des pensionierten Dresdener Polizeibeamten Otto Winkler, der mit Peter Michael Schnabel befreundet ist. Leonies Bruder, ebenfalls Polizist, wurde bei einem gemeinsamen Einsatz mit Leonie getötet, woraufhin sich ihr Vater, Otto Winkler, von ihr distanziert hat, weil er glaubt, sie hätte ihren Bruder beschützen müssen.
Winkler ist das erste Mal in der Folge Das Nest zu sehen. Anfangs tritt sie sehr selbstsicher und überheblich auf. Als ihre Kollegin Gorniak jedoch, aufgrund eines Fehlers von Winkler, niedergestochen wird und sie den Fall übernimmt, ist sie eigentlich überfordert. Deshalb bittet sie Gorniak um Hilfe, die erst ablehnt, letztendlich aber doch hilft.
Aufgrund der Schuld an Gorniaks Verletzungen, die Winkler eingesteht, haben die beiden zunächst ein distanziertes Verhältnis. Winkler entschuldigt sich jedoch mehrmals und legt ihre Überheblichkeit ab, sodass sich ihr Verhältnis zu ihrer Kollegin zunehmend verbessert und sie am Ende dieser Folge von Gorniak geduzt wird und in der Folge Parasomnia schließlich zum „Du“ wechseln.
In der Folge Nemesis nennt Winkler ihren Dienstgrad: Kriminaloberkommissarin.

### Peter Michael Schnabel
Kriminalhauptkommissar Peter Michael Schnabel ist als Kommissariatsleiter der Vorgesetzte des Dresdner Tatort-Teams und ist ein überaus konservativ eingestellter Polizeibeamter. Erstmals in seiner Karriere arbeitet er ausschließlich mit Frauen zusammen, was ihm zunächst schwerfällt. Auch mit technischen Errungenschaften der jüngeren Zeit wie dem Internet tut er sich schwer. Zwar sei der zu geschmacklosen Scherzen neigende Schnabel erkennbar konservativ, aber in seiner Rückständigkeit eher amüsant als bedrohlich, schreibt Tilmann P. Gangloff anlässlich der Folge Auge um Auge. „Diesmal jedoch wird mehr als nur angedeutet, dass sich der Abteilungsleiter montags abends zu all den anderen gesellt, die gegen die Islamisierung des Abendlands protestieren.“

### Karin Gorniak
Karin Gorniak ist Kriminaloberkommissarin mit einer extrem guten Intuition. Sie ist ein sehr analytischer Mensch, der auf sein Umfeld eine gewisse Kühle ausstrahlt. Mit ihrer ehemaligen Kollegin Henni Sieland war sie gut befreundet. Obwohl sich Karin Gorniak sehr durch ihren schnellen Verstand leiten lässt, hat die Kriminalistin doch einen großen Sinn für Humor. Gorniak ist alleinerziehende Mutter, vom Vater des gemeinsamen Sohnes Aaron lebt die Beamtin getrennt. Der pubertierende Aaron durchlebt eine schwierige Phase, und Karin hat Schwierigkeiten, an den Jungen heranzukommen. In der Folge Das Nest wird sie aufgrund eines Fehlers ihrer neuen Kollegin Leonie Winkler niedergestochen und lebensgefährlich verletzt. Durch dieses Erlebnis traumatisiert, lässt sie sich, als sie wieder in den Dienst eintritt, in die Asservatenkammer versetzen. Leonie Winkler kann sie jedoch überzeugen, zurück in die Mordkommission zu kommen.
Zunächst ist das Verhältnis Gorniaks zu Winkler distanziert, da sie Winkler die Schuld an ihrer Verletzung gibt. Nachdem sich Winkler mehrmals entschuldigt und ihre Schuld eingestanden hat, wird ihr Verhältnis zunehmend kollegialer und vertrauter, sodass sie sich in der Folge Parasomnia schließlich duzen.
In der Folge Unsichtbar erfahren die Zuschauer das Geburtsdatum der Kommissarin. Als Gorniak die Liste ihrer ehemaligen Mitstudierenden vom Jahrgang 2001 durchgeht, sieht man ihren Eintrag und ihr Geburtsdatum, den 15. Januar 1982.
Im Mai 2023 wurde bekannt gegeben, dass Karin Hanczewski die Rolle der Karin Gorniak nach dem 18. Fall des Dresdner Teams mit dem Titel Herz der Dunkelheit aufgibt.

### Henni Sieland
Henni Sieland ist Kriminaloberkommissarin in den ersten sechs Folgen. Sie hat einen ausgeprägten Gerechtigkeitssinn und eine altmodisch anmutende Sehnsucht nach Ordnung, nicht nur im Büro, sondern auch zu Hause. Mit ihrer ehemaligen Kollegin Karin Gorniak war sie gut befreundet. Sieland lebt kinderlos in einer On-off-Beziehung mit Ole. In der Folge Déjà-vu wird bei ihr eine Schwangerschaft festgestellt. Ihr letzter Auftritt als Ermittlerin war die Folge Wer jetzt allein ist aus dem Jahr 2018. „Eigentlich wollte ich nie was anderes machen, aber ich kann nicht mehr“, verabschiedete sich Sieland. „Ein unspektakulärer Abgang, kein Sterben, keine Verletzung, keine Wut. Sie geht wie es zu ihrer bisherigen Entwicklung passt. Privat hat es nicht funktioniert, schwanger ist sie, aber ohne Mann. Und beruflich hat sie sich abgearbeitet an ihrem ewig gestrigen und konservativen Kommissariatsleiter. Sie kann nicht mehr“, schreibt Volker Bergmeister.

### Weitere Figuren
- Kriminaltechniker Ingo Mommsen (gespielt von Leon Ullrich)
- Rechtsmediziner Falko Lammert (gespielt von Peter Trabner)
- Aaron Gorniak, Sohn von Karin Gorniak (gespielt von Alessandro Schuster)
- Otto Winkler, Vater von Leonie Winkler und früherer Polizist (gespielt von Uwe Preuss)
- seit Fall 12: Rechtsmediziner Jonathan Himpe (gespielt von Ron Helbig)

## Folgen
| Fall | Titel                 | Erstausstrahlung  | Folge | Drehbuch                                  | Regie                | Besonderheiten                                         | Zuschauer  | Marktanteil |
| ---- | --------------------- | ----------------- | ----- | ----------------------------------------- | -------------------- | ------------------------------------------------------ | ---------- | ----------- |
| 01   | Auf einen Schlag      | 06. März 2016     | 0978  | Ralf Husmann                              | Richard Huber        | Einziger Fall mit Jella Haase als Maria Magdalena Mohr | 09,55 Mio. | 25,4 %      |
| 02   | Der König der Gosse   | 02. Oktober 2016  | 0995  | Ralf Husmann, Mika Kallwass               | Dror Zahavi          |                                                        | 07,74 Mio. | 23,9 %      |
| 03   | Level X               | 11. Juni 2017     | 1024  | Richard Kropf                             | Gregor Schnitzler    | Tatort zur ARD-Themenwoche Woran glaubst Du?           | 06,94 Mio. | 22,4 %      |
| 04   | Auge um Auge          | 12. November 2017 | 1035  | Ralf Husmann, Peter Probst                | Franziska Meletzky   |                                                        | 09,32 Mio. | 25,7 %      |
| 05   | Déjà-vu               | 28. Januar 2018   | 1045  | Mark Monheim, Stephan Wagner              | Dustin Loose         |                                                        | 10,60 Mio. | 29,3 %      |
| 06   | Wer jetzt allein ist  | 21. Mai 2018      | 1059  | Erol Yesilkaya                            | Theresa von Eltz     | Letzter Fall mit Henni Sieland                         | 07,62 Mio. | 25,4 %      |
| 07   | Das Nest              | 28. April 2019    | 1092  | Erol Yesilkaya                            | Alex Eslam           | Erster Fall mit Leonie Winkler                         | 09,67 Mio. | 27,7 %      |
| 08   | Nemesis               | 18. August 2019   | 1100  | Stephan Wagner und Mark Monheim           | Stephan Wagner       |                                                        | 08,58 Mio. | 27,3 %      |
| 09   | Die Zeit ist gekommen | 05. April 2020    | 1127  | Stefanie Veith und Michael Comtesse       | Stephan Lacant       |                                                        | 09,57 Mio. | 25,7 %      |
| 10   | Parasomnia            | 15. November 2020 | 1144  | Erol Yesilkaya                            | Sebastian Marka      |                                                        | 07,85 Mio. | 21,6 %      |
| 11   | Rettung so nah        | 07. Februar 2021  | 1155  | Christoph Busche                          | Isabel Braak         |                                                        | 10,81 Mio. | 30,4 %      |
| 12   | Unsichtbar            | 17. Oktober 2021  | 1174  | Michael Comtesse                          | Sebastian Marka      |                                                        | 08,95 Mio. | 27,9 %      |
| 13   | Das kalte Haus        | 06. Juni 2022     | 1203  | Christoph Busche und Anne Zohra Berrached | Anne Zohra Berrached |                                                        | 08,20 Mio. | 29,3 %      |
| 14   | Katz und Maus         | 20. November 2022 | 1217  | Stefanie Veith und Jan Cronauer           | Gregory Kirchhoff    |                                                        | 09,25 Mio. | 29,8 %      |
| 15   | Totes Herz            | 08. Januar 2023   | 1221  | Kristin Derfler                           | Andreas Herzog       |                                                        | 09,41 Mio. | 29,7 %      |
| 16   | Was ihr nicht seht    | 05. November 2023 | 1249  | Peter Dommaschk, Ralf Leuther, Lena Stahl | Lena Stahl           |                                                        | 08,97 Mio. | 29,9 %      |
| 17   | Unter Feuer           | 03. November 2024 | 1278  | Christoph Busche                          | Jano Ben Chaabane    |                                                        | 09,40 Mio. | 33,0 %      |
| 18   | Herz der Dunkelheit   | 02. Februar 2025  | 1292  | Claudia Garde und Ben von Rönne           | Claudia Garde        | Letzter Fall mit Karin Gorniak                         | 08,25 Mio. | 28,4 %      |

## Hintergrund
- Die Ermittlungs- und Drehorte befinden sich in Dresden und Umgebung.
- Die Produktionsfirma Wiedemann & Berg ist für diesen Tatort zuständig. Autor der ersten Drehbücher war Ralf Husmann, welcher Humor und Krimi miteinander verbinden wollte.
- Das Konzept lautete ursprünglich „Drei Engel für Dresden“, weil hier drei Frauen ermitteln sollten. Die für die Rolle der Polizeianwärterin Maria Mohr vorgesehene Jella Haase war jedoch nur im ersten Tatort zu sehen, da sich die Darstellerin noch nicht auf ein solches Format festlegen wollte.[25]
- Kommissarin Henni Sieland (Alwara Höfels) ist seit dem sechsten Fall Wer jetzt allein ist nicht mehr Teil des Dresden-Tatort-Teams. Die Schauspielerin stieg laut einem MDR-Bericht aus, da sie unterschiedliche Auffassungen zum Arbeitsprozess monierte. Als neue Ermittlerin übernahm die gebürtige Dresdnerin Cornelia Gröschel die Rolle der Leonie Winkler.[26]